# Bandeira do Havaí

Ka Hae Hawaiʻi, ou a bandeira do Havaí

Bandeira do governador

A Bandeira do Havaí é o estandarte oficial simbolizando o Havaí como um reino, protetorado, república, território e estado dos Estados Unidos da América. A Bandeira do Havaí é a única bandeira dos Estados Unidos que foi utilizada por várias formas de governo.